# Lualhati Bautista
Lualhati Torres Bautista (n. 2 decembrie 1945, Tondo⁠(d), Manila, Filipine – d. 12 februarie 2023, Quezon City, Filipine) a fost una dintre primele scriitoare din istoria literaturii filipeneze moderne. Printre romanele sale se numără: Dekada '70, Bata, Bata, Pa'no Ka Ginawa?, și Gapô.

## Opere

### Romane
- Gapô (1980)
- Dekada '70: Ang Orihinal at Kumpletong Edisyon (1983)[4]
- Bata, Bata...Pa'no Ka Ginawa? (1984)
- Desisyon
- Ang Kabilang Panig ng Bakod
- Hugot sa Sinapupunan
- Desaparesidos (2008)

### Nuvele
- Buwan, Buwan, Hulugan Mo Ako ng Sundang: Dalawang Dekada ng Maiikling Kuwento

### Scenarii cinematografice
- Sakada
- Kung Mahawi Man ang Ulap
- Bulaklak sa City Jail
- Kadenang Bulaklak
- The Maricris Sioson Story
- Nena
- Bata, Bata...Pa'no Ka Ginawa?: The Screenplay
- Dekada 70